# Station Kidsgrove
Kidsgrove is een spoorwegstation van National Rail in Kidsgrove, Newcastle-Under-Lyme in Engeland. Het station is eigendom van Network Rail en wordt beheerd door East Midlands Railway. 